# Platynus
Platynus är ett släkte av skalbaggar som beskrevs av Franco Andrea Bonelli 1810. Platynus ingår i familjen jordlöpare.

## Bildgalleri

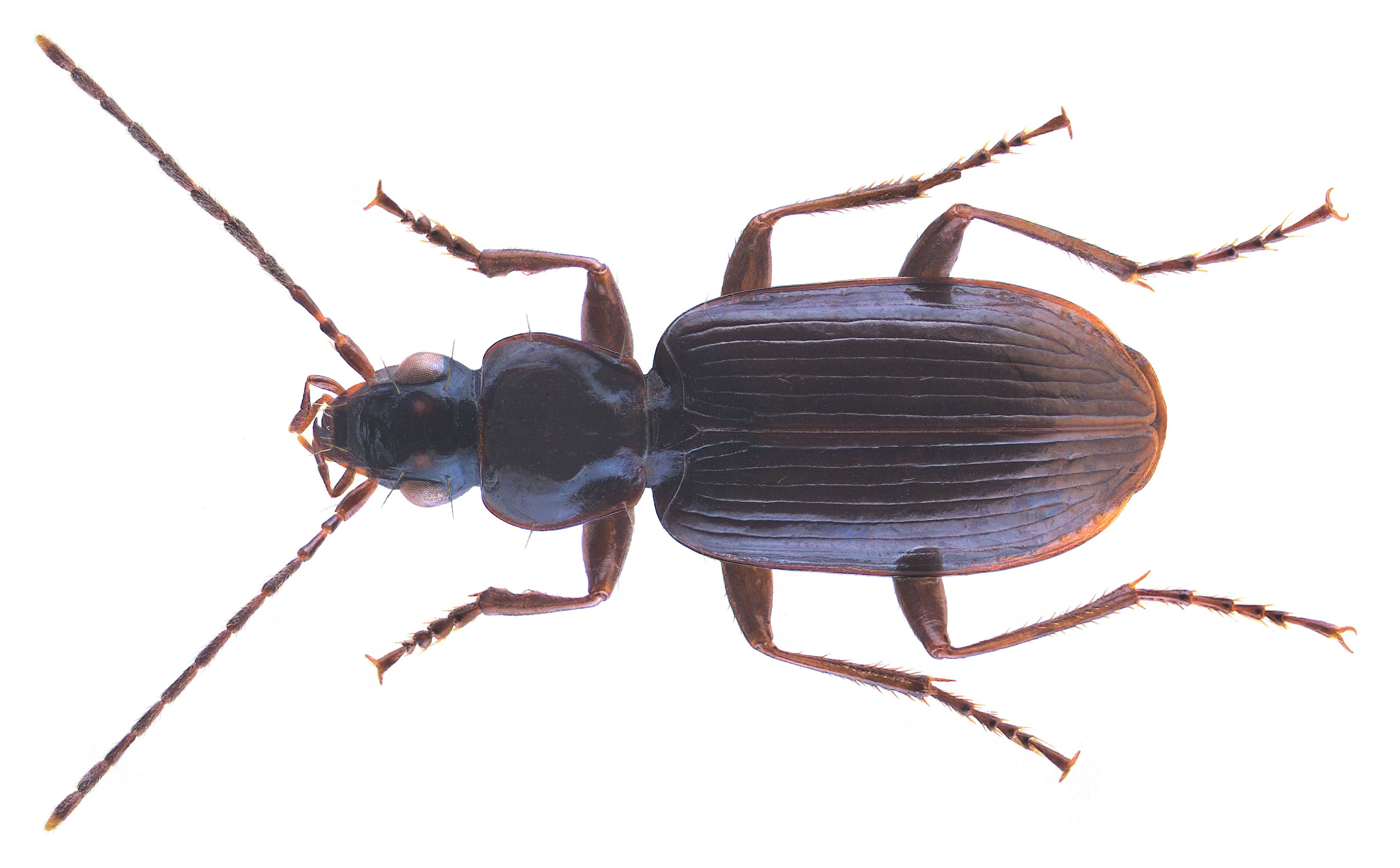

## Dottertaxa tillPlatynus, i alfabetisk ordning[1][2]
- Platynus agilis
- Platynus ambiens
- Platynus angustatus
- Platynus anthicoides
- Platynus araizi
- Platynus assimilis
- Platynus austinicus
- Platynus balesi
- Platynus brunneomarginatus
- Platynus calathiformis
- Platynus caudatus
- Platynus cincticollis
- Platynus constrictus
- Platynus decentis
- Platynus dissectus
- Platynus falli
- Platynus gracilentus
- Platynus howdeni
- Platynus hypolithos
- Platynus infernalis
- Platynus insolitus
- Platynus jejunus
- Platynus jonesi
- Platynus koepkei
- Platynus krynickii
- Platynus lanei
- Platynus larvalis
- Platynus lindrothi
- Platynus livens
- Platynus longiceps
- Platynus longicollis
- Platynus longipes
- Platynus longiventris
- Platynus lyratus
- Platynus mannerheimi
- Platynus mannerheimii
- Platynus megalops
- Platynus myrmecodes
- Platynus noctivagus
- Platynus opaculus
- Platynus ovatulus
- Platynus ovipennis
- Platynus ozarkensis
- Platynus parmaginatus
- Platynus persephone
- Platynus pertenuis
- Platynus plumascens
- Platynus pugetanus
- Platynus rossi
- Platynus rubrum
- Platynus rufiventris
- Platynus russelli
- Platynus specus
- Platynus sublustrus
- Platynus subterraneus
- Platynus tenebrosus
- Platynus tenuicollis
- Platynus tenuipes
- Platynus testaceus
- Platynus trifoveolatus
- Platynus umbrae
- Platynus valens